# آلفا رومئو جولیتا (۹۴۰)
آلفارومئو جولیتا (۹۴۰)  (به انگلیسی: Alfa Romeo Giulietta) خودرویی از برند آلفارومئو ایتالیا است که از سال ۲۰۱۰ تا ۲۰۲۰ میلادی تولید شد.
این خودرو در کلاس خودرو کامپکت قرار گرفته و طراحی آن خودروهای موتور جلو-محور جلو بوده‌است.
جولیتا با دو نوع گیربکس دنده دستی ۶ سرعته و دو کلاچه ۶ سرعته (DCT) عرضه می‌شد. 
سیستم تعلیق جولیتا در قسمت جلو از نوع مک فرسون و در قسمت عقب از نوع مولتی لینک می‌باشد. وزن خالص این خودرو ۱۳۹۰ کیلوگرم است. 

## جولیتا در بازار ایران
تعداد محدودی جولیتا در سال ۲۰۱۰ با گیربکس دنده دستی وارد ایران شد اما عرضه انبوه آن به سال ۲۰۱۲ برمیگردد. سری دوم جولیتا که دستخوش فیس لیفت مختصری شده بود از سال ۲۰۱۴ پا به بازار گذاشت. در این نسخه برخی امکانات آن، ارتقا یافت. جولیتا در سال ۲۰۱۶ مجدداً دچار تغییر و تحولات شد.
جولیتا به دلیل تبلیغات گسترده و قیمت گذاری معقول، در ابتدا مورد استقبال خریداران ایرانی گرفت اما سالها بعد با به وجود آمدن مشکلات فنی فراوان برای این خودرو که عموماً مربوط به گیربکس دوکلاچه آن است، کم رنگ شدن فعالیت شرکت وارد کننده، کمبود و گرانی قطعات، نقش این خودرو در بازار ایران کمرنگ شد. 

### امکانات رفاهی
- صندلی برقی راننده و شاگرد
- مموری صندلی
- پدل شیفتر (دنده پشت فرمان)
- گرمکن صندلی های جلو
- آینه تاشو برقی
- مانیتور
- کروزکنترل